# واشینگتن (کنتیکت)
واشینگتن (به انگلیسی: Washington) یک منطقهٔ مسکونی در ایالات متحده آمریکا است که در کنتیکت واقع شده‌است. واشینگتن ۱۰۰٫۱ کیلومتر مربع مساحت و ۳٬۶۴۶ نفر جمعیت دارد و ۱۵۲ متر بالاتر از سطح دریا واقع شده‌است.